# Don't Believe the Truth
Don't Believe The Truth es el sexto álbum de estudio de Oasis, fue lanzado el 30 de mayo de 2005 internacionalmente y un día después en Estados Unidos. Este sería el segundo álbum de Oasis con Parental Advisory.
El álbum se había demorado desde fines de 2003 y comienzos del 2004. Alcanzó el puesto #1 en los charts de álbumes del Reino Unido, y es comparado con Definitely Maybe y (What's The Story) Morning Glory?. En su afortunado e inesperado resurgimiento, "Don't Believe The Truth" entró en los charts estadounidenses en el puesto #12, puesto que ningún otro álbum Oasis había alcanzado desde 1997 con Be Here Now. Cada miembro de la banda contribuyó a la composición de las canciones para el álbum y este es el primer disco en el que interviene el baterista Zak Starkey, hijo del ex Beatle Ringo Starr. El primer sencillo, "Lyla", alcanzó el número uno en los charts de sencillos del Reino Unido y figura como número diecinueve en los Modern Rock Tracks chart de Estados Unidos.
El disco ha vendido sobre 14 millones de discos alrededor del mundo siendo, desde Be Here Now, el álbum más vendido de Oasis.
Para promocionar el disco la banda embarco una gira mundial, la cual comenzó en el London Astoria y los llevó a tocar para más de 3.2 millones de personas en 113 conciertos en 26 países en la denominada "Don't Believe the Truth Tour". El resultado de esta gira fue el DVD Documental Lord Don't Slow Me Down.
En 2008 el álbum fue nombrado por como el 14º mejor álbum británico de los últimos 50 años en una encuesta publicada por Q Magazine y HMV.

## Lista de canciones
| N.º | Título                         | Escritor(es)               | Duración |  |
| 1.  | «Turn Up The Sun»              | Andy Bell                  | 3:59     |  |
| 2.  | «Mucky Fingers»                | Noel Gallagher             | 3:56     |  |
| 3.  | «Lyla»                         | N. Gallagher               | 5:10     |  |
| 4.  | «Love Like A Bomb»             | Liam Gallagher, Gem Archer | 2:53     |  |
| 5.  | «The Importance Of Being Idle» | N. Gallagher               | 3:40     |  |
| 6.  | «The Meaning Of Soul»          | L. Gallagher               | 1:43     |  |
| 7.  | «Guess God Thinks I'm Abel»    | L. Gallagher               | 3:25     |  |
| 8.  | «Part Of The Queue»            | N. Gallagher               | 3:48     |  |
| 9.  | «Keep The Dream Alive»         | Bell                       | 5:46     |  |
| 10. | «A Bell Will Ring»             | Archer                     | 3:08     |  |
| 11. | «Let There Be Love»            | N. Gallagher               | 5:29     |  |

### Pistas adicionales
| Pistas adicionales |                                                                 |              |          |  |
| N.º                | Título                                                          | Escritor(es) | Duración |  |
| 12.                | «Can Y'see It Now? (I Can See It Now!!) (Instrumental)» (Japón) | N. Gallagher | 4:19     |  |
| 13.                | «Sittin' Here In Silence (On My Own)» (Japón)                   | N. Gallagher | 2:00     |  |
| 14.                | «Pass Me Down The Wine» (US iTunes)                             | L. Gallagher | 3:50     |  |
| 15.                | «Eyeball Tickler» (Canadá & UK iTunes)                          | Archer       | 2:47     |  |

## Lanzamientos
El álbum fue lanzado en varios países en mayo de 2005.
| País           | Fecha              | Discográfica     | Formato                 | Catálogo  |
| Japón          | 25 de mayo de 2005 | Sony Music Japan | CD                      | EICP 515  |
| Reino Unido    | 30 de mayo de 2005 | Big Brother      | LP                      | RKIDLP30  |
|                |                    |                  | CD                      | RKIDCD30  |
|                |                    |                  | CD/DVD                  | RKIDCD30X |
| Estados Unidos | 31 de mayo de 2005 | Epic             | LP                      | E 94493   |
|                |                    |                  | CD                      | EK 94493  |
|                |                    |                  | 2CD (Live at the Metro) | EK 94583  |
|                |                    |                  | Disco Doble             | EN 94582  |